# Mona Lisa (film)
Mona Lisa – brytyjski film kryminalny z 1986 roku w reżyserii Neila Jordana. Zdjęcia kręcono w Londynie i w Brighton.

## Fabuła
Były skazaniec George (po siedmiu latach więzienia) zostaje kierowcą i ochroniarzem luksusowej prostytutki Simone w Londynie. Simone prosi go o odszukanie przyjaciółki, co wywołuje kłopoty George'a.

## Obsada
- Bob Hoskins – George
- Cathy Tyson – Simone
- Michael Caine – Mortwell
- Robbie Coltrane – Thomas
- Clarke Peters – Anderson
- Kate Hardie – Cathy
- Zoë Nathenson – Jeannie
- Sammi Davis – May

## Nagrody i nominacje
Oscary za rok 1986
- Najlepszy aktor – Bob Hoskins (nominacja)

Złote Globy 1986
- Najlepszy aktor dramatyczny – Bob Hoskins
  - Najlepszy film dramatyczny – reż. Neil Jordan (nominacja)
  - Najlepsza aktorka drugoplanowa – Cathy Tyson (nominacja)
  - Najlepszy scenariusz – Neil Jordan i David Leland (nominacja)

39. MFF w Cannes (1986)
- Najlepszy aktor – Bob Hoskins
  - Udział w konkursie głównym o Złotą Palmę